# یوسوهارا، کوچی
یوسوهارا، کوچی (به لاتین: Yusuhara, Kōchi) یک منطقهٔ مسکونی در ژاپن است که در استان کوچی واقع شده‌است. یوسوهارا  ۳٬۸۹۱ نفر جمعیت دارد.